# Hammett Prize
Der Hammett Prize (auch: Dashiell Hammett Award; nicht zu verwechseln mit dem spanischen Premio Hammett) wird seit 1992 jährlich von der North American Branch of the International Association of Crime Writers (IACW/NA) für das exzellenteste, im Vorjahr erschienene literarische Werk der Kriminalliteratur in englischer Sprache vergeben. Die Verleihung erfolgt jeweils auf einem besonderen Event, der Bloody Words Conference.
Es werden nur Werke von Autoren berücksichtigt, die ihren ständigen Wohnsitz in den USA oder Kanada haben. Nominierungen erfolgen durch ein jährlich wechselndes Nominating Committee, bestehend aus Mitgliedern der IACW. Mindestens drei, höchstens fünf Werke kommen in die Endausscheidung. Die Entscheidung trifft eine Jury aus drei Personen: Ein namhafter US- oder kanadischer Autor ohne Tätigkeit im Bereich der Kriminalliteratur. Zweitens ein namhafter Editor oder Verleger und drittens ein namhafter Kritiker oder Buchhändler, der vorrangig ebenfalls nicht im Bereich der Kriminalliteratur tätig ist. Auf eine Kategorisierung, wie z. B. „Best Novel“ oder „Best First Novel“, wie häufig üblich, wurde verzichtet – es wird nur ein Preis vergeben: Eine Statue des in San Francisco lebenden deutschen Bildhauers Peter Boiger, die einen dünnen Mann darstellt. Der Name der Statue Thin Man weist auf Namensgeber und Herkunft des Hammett-Preises hin: Dashiell Hammett, der Pionier des amerikanischen hard-boiled-Krimis, schrieb 1934 seinen letzten Roman The Thin Man (dt.: Der dünne Mann), der auch verfilmt wurde.

## Preisträger

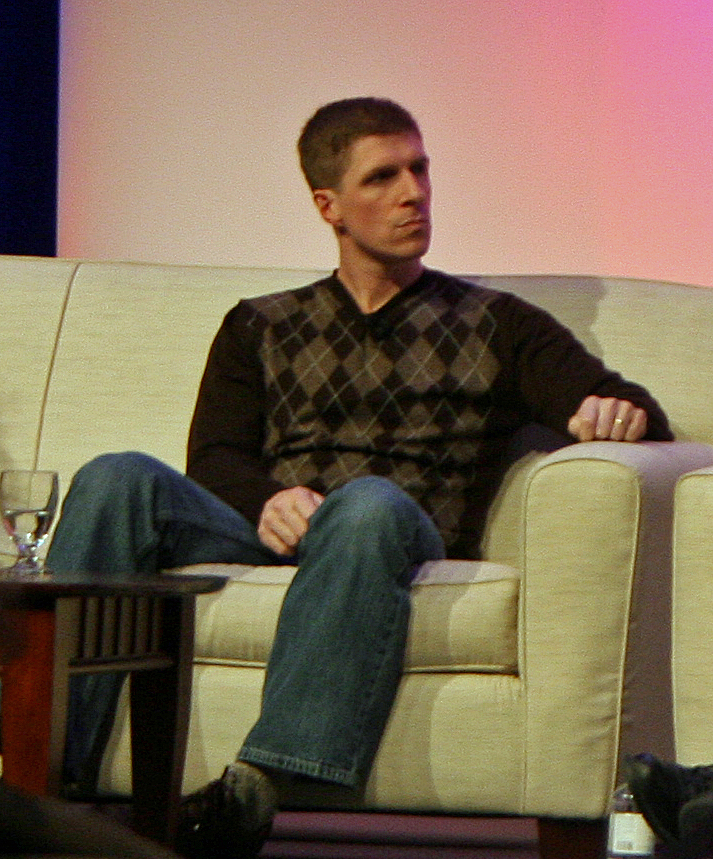
Chuck Hogan, Preisträger 2005, auf der American Library Association Konferenz in Boston, Januar 2010

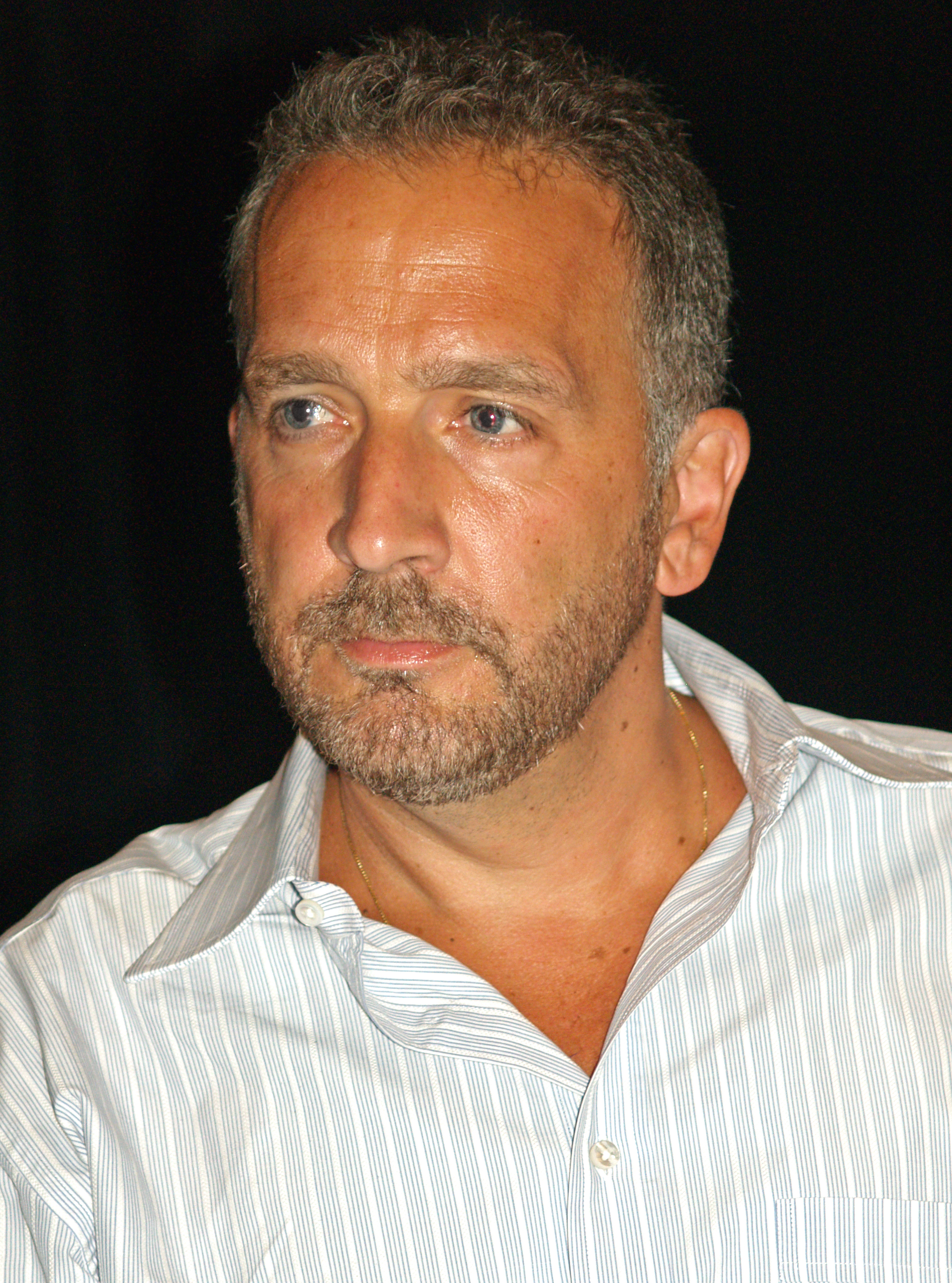
George Pelecanos, Preisträger 2009, auf dem Brooklyn Book Festival 2008

| Jahr | Preisträger                | Originaltitel Verlag, Ort Jahr1                                  | Deutscher Titel Verlag, Ort Jahr1                     |
| ---- | -------------------------- | ---------------------------------------------------------------- | ----------------------------------------------------- |
| 1992 | Elmore Leonard             | Maximum Bob Delacorte Press, New York 1991                       | Alligator Goldmann, München 1994                      |
| 1993 | Alice Hoffman              | Turtle Moon Putnam, New York 1992                                | Zaubermond Goldmann, München 1994                     |
| 1994 | James Crumley              | The Mexican Tree Duck Mysterious Press, New York 1993            | Tequila Blues Goldmann, München 1996                  |
| 1995 | James Lee Burke            | Dixie City Jam Hyperion, New York 1994                           | Mississippi Jam Heyne, München 2017                   |
| 1996 | Mary Willis Walker         | Under the Beetle's Cellar Doubleday, New York 1995               | Unter des Käfers Keller Goldmann, München 1998        |
| 1997 | Martin Cruz Smith          | Rose Random House, New York 1996                                 | Die schwarze Rose Knaus, München 1996                 |
| 1998 | William Deverell           | Trial of Passion McClelland & Stewart, Toronto 1997              |                                                       |
| 1999 | William Hoffman            | Tidewater Blood Algonquin Books, Chapel Hill/North Carolina 1998 | Sühnezeit Knaur, München 2000                         |
| 2000 | Martin Cruz Smith          | Havana Bay Random House, New York 1999                           | Nacht in Havanna C. Bertelsmann, München 1999         |
| 2001 | Margaret Atwood            | The Blind Assassin McClelland & Stewart, Toronto 2000            | Der blinde Mörder Berlin-Verlag, Berlin 2000          |
| 2002 | Alan Furst                 | Kingdom of Shadows Random House, New York 2000                   | Das Reich der Schatten Knaus, München 2002            |
| 2003 | Owen Parry                 | Honor's Kingdom Thorndike Press, Waterville/Maine, 2002          |                                                       |
| 2004 | Carol Goodman              | The Seduction of Water Ballantine Books, New York 2003           |                                                       |
| 2005 | Chuck Hogan                | Prince of Thieves Scribner's, New York 2004                      | Endspiel Heyne, München 2008                          |
| 2006 | Joseph Kanon               | Alibi Henry Holt, New York 2005                                  | Stadt ohne Gedächtnis Blessing, München 2006          |
| 2007 | Dan Fesperman              | The Prisoner of Guantanamo Random House, New York 2006           |                                                       |
| 2008 | Gil Adamson                | The Outlander House of Anansi Press, Toronto 2007                | In weiter Ferne die Hunde C.Bertelsmann, München 2009 |
| 2009 | George Pelecanos           | The Turnaround Little, Brown and Company, Boston, 2008           |                                                       |
| 2010 | Jedediah Berry             | The Manual of Detection Penguin Press, New York 2009             | Handbuch für Detektive C. H. Beck, München 2010       |
| 2011 | Olen Steinhauer            | The Nearest Exit Minotaur Books, New York 2010                   | Last exit Heyne, München 2011                         |
| 2012 | James Sallis               | The Killer is Dying Walker & Co., New York 2011                  | Der Killer stirbt Liebeskind, München 2011            |
| 2013 | Howard Owen                | Oregon Hill Permanent Press, Sag Harbor / New York 2012          |                                                       |
| 2014 | Richard Lange              | Angel Baby Mulholland Books, New York 2013                       | Angel Baby Heyne, München 2015                        |
| 2015 | Stephen King               | Mr. Mercedes Scribner, New York 2014                             | Mr. Mercedes Heyne, München 2014                      |
| 2016 | Lisa Sandlin               | The Do-Right Cinco Puntos Press, Louisville 2015                 | Ein Job für Delpha Suhrkamp, Berlin 2017              |
| 2017 | Domenic Stansberry         | The White Devil Molotov Editions, San Francisco/California, 2016 |                                                       |
| 2018 | Stephen Mack Jones         | August Snow Soho Crime, New York 2017                            | Der gekaufte Tod Tropen, Stuttgart 2021               |
| 2019 | Lou Berney                 | November Road William Morrow, New York 2018                      | Destination Dallas Harper Collins, Hamburg 2019       |
| 2020 | Jane Stanton Hitchcock     | Bluff Poisoned Pen Press, Naperville/Illinois, 2019              |                                                       |
| 2021 | David Joy (Schriftsteller) | When These Mountains Burn G. P. Putnams, New York 2020           | Wenn diese Berge brennen Polar Verlag, Stuttgart 2024 |

1 = Verlags- und Jahresangaben beziehen sich auf die Original- bzw. deutschen Erstausgaben

## Hinweise
1. ↑  Abweichend von den nachstehenden Jahreszahlen bezeichnet die IACW/NA nicht das Jahr der Preisverleihung, sondern das Jahr der Buchveröffentlichung